# Paixão Perdida
Paixão Perdida é um filme brasileiro de 1998, do gênero drama, dirigido por Walter Hugo Khouri e produzido pela VIDECOM de São Paulo. 
Foi o último filme dirigido por Khoury, que morreu em 27 de junho de 2003 (São Paulo).

## Sinopse
O menino Marcelo leva uma existência ausente, aparentemente vegetativa, mas a vinda de uma nova babá/enfermeira começa a mudar sua vida. Chegando de viagem, o pai do menino se encanta com a moça, e isto gera uma série de conflitos na família, culminando em um insólito triângulo amoroso.

## Elenco
- Antônio Fagundes ....Marcelo Rondi
- Mylla Christie ............Anna - babá
- Maitê Proença ..........Anna - mãe
- Zezeh Barbosa .........Matilde
- Paula Burlamaqui .....Ruth
- Andrea Dietrich ........Berenice
- David Leroy
- Paolino Raffanti
- Fabiana Serroni
- Daniele Lacretta
- Fausto Carmona ......Marcelo